# Quetzalcoatlus
Quetzalcoatlus je izumrli rod pterozavrov oz. letečih plazilcev, ki so bivali v dobi pozne krede na ozemlju današnje Severne Amerike. Predstavniki omenjenega rodu pterozavrov so po nekaterih podatkih največje leteče živali, ki so kadarkoli prebivale na Zemlji. Rod je poimenovan po azteškem bogu Quetzalcoatlu oz. Kecalkoatlu (azteško »zelena pernata kača«), bogu vetra in mezoameriškem stvarniku.
Prve fosilizirane ostanke Q. northropi so našli leta 1975 v Teksasu, ki so bili skoraj dvakrat večji od ostankov pterozavrov iz rodu Pteranodon, kateri so do takrat veljali za največje leteče živali. Razpon kril je znašal 10–11 m, nekateri viri omenjajo 12 m ali celo do 15 m. Znani so tudi fosili manjših dimenzij z razponom kril do 7 m, ki predstavljajo bodisi drugo vrsto bodisi drug spol ali mladiča Q. northropi. Tehtal naj bi od 85 do nekaj več kot 110 kg, čeprav je to predmet razprav zaradi prevelike teže pri vzletu, tako da naj bi bila optimalna teža nekje od 60 do slabih 80 kg. Vrat je bil še posebej dolg in močan, vsak vratno vretence je merilo v povprečju od 30–40 cm. Na glavi naj bi bil razvit greben, vendar se njegove natančne oblike in velikosti iz trenutno dostopnih fosilov ne da ugotoviti.
Z ekološkega vidika naj bi ti pterozavri imeli podobno vlogo kot jastrebi, torej naj bi se hranili z mrhovino oz. trupli dinozavrov. Proti temu govori kljun, ki je glede na fosilne ostanke prelahek za razkosavanje mesa. Po drugi teoriji naj bi živeli kot orjaške čaplje in tako ribarili po močvirjih in jezerih ali pa se prehranjevali z žabami, želvami, mladiči dinozavrov in členonožci, kot so sladkovodni raki. Tretja teorija predvideva, da je bil dolg in ozek kljun primeren za odkrivanje mehkužcev in rakov v mulju plitve vode.